# Nomen rejiciendum
Nomen rejiciendum (plurale nomina rejicienda, abbreviazione nom. rej.) è un termine latino utilizzato nelle convenzioni di nomenclatura biologica per indicare "un nome che deve essere rigettato".
Il termine è utilizzato con diverse accezioni nel Codice internazionale di nomenclatura botanica e nel Codice internazionale di nomenclatura zoologica. 